# ایلیا لوپرت
ایلیا لوپرت (انگلیسی: Ilya Lopert; ۱ مهٔ ۱۹۰۵ – ۲۷ فوریهٔ ۱۹۷۱) تهیه‌کننده فیلم اهل ایالات متحده آمریکا بود.